# Enger (Stadtteil)
Enger ist ein Ortsteil der gleichnamigen Stadt Enger im ostwestfälischen Kreis Herford. Bis zum 1. Januar 1969 war Enger eine selbstständige Stadt im Amt Enger, das bereits im Wesentlichen die Gebiete der heutigen Stadt administrativ zusammenfasste. An diesem Tag wurde Enger um etliche Gemeinden vergrößert. Enger ist mit 7917 Einwohnern (Stand: 31. Dezember 2007) der bevölkerungsreichste Ortsteil der Stadt Enger und zugleich deren Verwaltungssitz.
Folgende Tabelle zeigt die Bevölkerungsentwicklung des Ortsteils bzw. der Stadt Enger:
| Jahr | Einwohner |
| ---- | --------- |
| 1890 | 2271      |
| 1925 | 3815      |
| 1933 | 4199      |
| 1939 | 4334      |
| 1961 | 5899      |
| 2006 | 8021      |
| 2007 | 7917      |